# مايكل مورغان
مايكل مورغان (بالإنجليزية: Mike Morgan)‏ (و. 1988  م) هو لاعب كرة قدم أمريكية، من الولايات المتحدة، ولد في دالاس، تكساس، يلعب كظهير ‏.

## التعليم
تعلم في Skyline High School (Texas) ‏.

## روابط خارجية
- مايكل مورغان على موقع مرجع كرة القدم المحترفة.كوم (الإنجليزية)